# Kullamaa

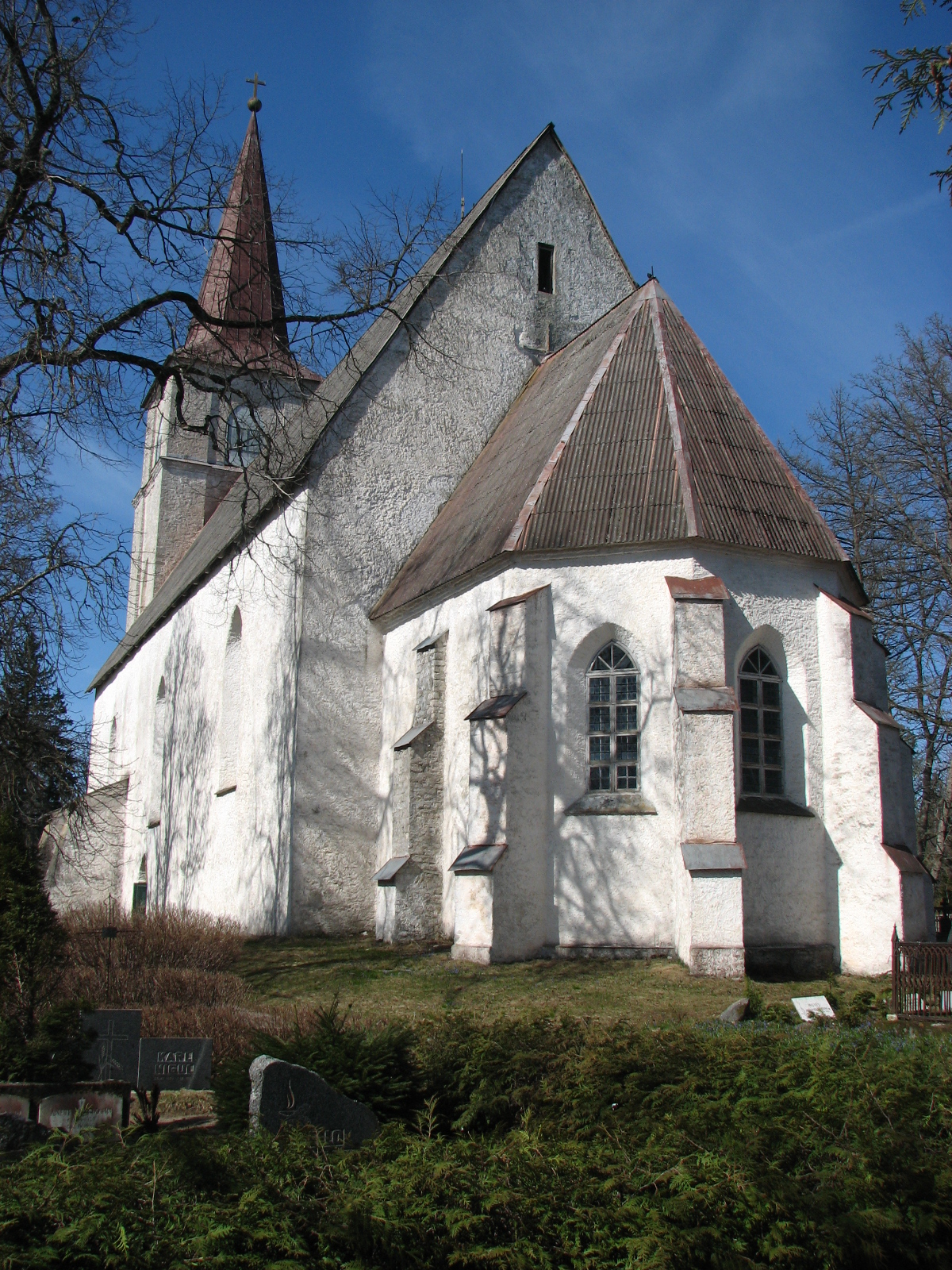

Kullamaa (německy Goldenbeck) je vesnice v estonském kraji Läänemaa, samosprávně patřící do obce Lääne-Nigula. Vesnice se nachází v blízkosti silnice z Virtsu do Risti. Podle sčítání lidu v roce 2000 zde žilo 378 obyvatel.

## Dějiny
Na pahorku Rohumägi na okraji dnešní vesnice bylo nejpozději počátkem 11. století vybudováno staroestonské hradiště. Po jeho zničení na jeho místě pravděpodobně v roce 1220 vystavěl šlechtický rod von Lode hrad, zmiňovaný v pramenech jako castrum Goldenbeke. Nejpozději roku 1234 však hrad opět zničili rytíři Livonského řádu. Nejspíše ještě během 13. století byl ovšem vysvěcen kullamaaský kostel sv. Jana, z jehož existence se dá usuzovat přinejmenším na rozptýlené usedlosti v okolí.
Další zmínky o zdejším osídlení pocházejí z 16. století, kdy zde jsou zmiňovány vesnice Suur-Kullamaa a Väike-Kullamaa, tedy Malá Kullamaa a Velká Kullamaa, v německých pramenech Groß-Goldenbeck a Klein-Goldenbeck. V době švédské nadvlády zde byly založeny stejnojmenné panské statky. Ve 20. letech 20. století byla panská půda rozdělena mezi několik nově založených usedlostí, které byly roku 1977 oficiálně sloučeny ve vesnice Kullamaa a Silla.

## Památky
Nejcennější dochovanou stavbou ve vesnici je kostel, vybudovaný v původní podobě pravděpodobně v poslední čtvrtině 13. století. Jednolodní gotická budova byla v 18. a 19. století rozšířena dostavbami sakristie, apsidy a věže. Vybavení kostela pochází převážně ze 17. století, pozornost zasluhují zejména dřevořezby z dílny Budewina Budelocha, dále pak lustry, kazatelna a náhrobní kameny; varhany zhotovené C. Tantonem a oltářní obraz od K. S. Walthera pocházejí ze 2. poloviny 19. století. Vedle kostela se nachází cenný sluneční kříž z roku 1671.
Přibližně 300 m severozápadně od kostela se nachází dnes stromy porostlá vyvýšenina Rohumägi se zbytky staroestonského hradiště pravděpodobně ze začátku 11. století. Zbytky valů vymezují půdorys o délce 74 a šířce 69 m a dosahují výšky 10 m. Ve vnitřním prostoru hradiště se dnes konávají kulturní akce. Severozápadně od hradiště se nalézá pohřebiště s nálezy z 11. až 15. století.
Jako památka je chráněn rovněž vodní mlýn na řece Liivi z poloviny 19. století se zachovalým vnitřním zařízením, hrází a stavidly.
Ve vesnici se nachází též pomník padlých v estonské osvobozenecké válce, vybudovaný původně za 1. republiky, za sovětské okupace zničený a roku 1989 obnovený.

## Příroda

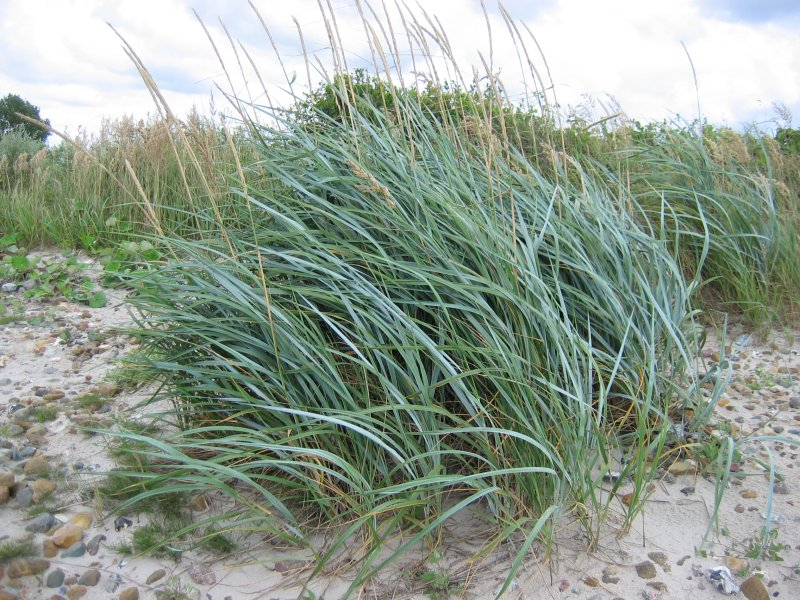
Ječmenice písečná (Leymus arenarius)

Poblíž Rohumägi se nalézají písečné přesypy, pomístně nazývané Liivamäed, se vzácnou pískomilnou flórou (např. ječmenicí písečnou) a písčitým borem.

## Slavné osobnosti
- Heinrich Göseken (1612-1681), autor první estonské gramatiky, zde působil jako farář
- Rudolf Tobias (1873-1918), hudební skladatel, je pohřben na zdejším hřbitově